# PZL P.11
PZL P.11 là một loại máy bay tiêm kích Ba Lan, được thiết kế vào đầu thập niên 1930 bởi hãng PZL ở Warsaw. Trong một thời gian ngắn nó được coi là một trong những thiết kế máy bay tiêm kích tiên tiến nhất trên thế giới. PZL P.11 là máy bay tiêm kích chủ yếu của Ba Lan khi Đức xâm lược Ba Lan vào năm 1939, nhưng vào thời điểm đó nó đã lỗi thời so với các mẫu máy bay tiêm kích khác như Hawker Hurricane và Messerschmitt Bf 109.

## Biến thể
P.11/I
Mẫu thử đầu tiên của tiêm kích P.11, lắp động cơ Gnome-Rhône Jupiter IX ASb 384 kW (515 hp).
P.11/II
Mẫu thử thử hai của tiêm kích P.11, lắp động cơ Bristol Mercury IV.A 395 kW (530 hp). Dùng để thử nghiệm các loại cánh quạt bằng gỗ là: Letov Kbely, Bristol, Ratier, Szomański và Chauvière; đạt vận tốc tốt nhất là 346 km/h (215 mph) ở độ cao 4,000 m (13 ft) với cánh quạt Chauvière.
P.11/III
Mẫu thử sản xuất của tiêm kích P.11, lắp động cơ Bristol Mercury.
P.11a
Phiên bản sản xuất đầu tiên cho Lotnictwo Wojskove - (Không quân Ba Lan), đặt mua 30 chiếc, nhưng chỉ thực sự chế tạo sau khi hoàn thành đơn đặt hàng P.11b của Romania, lắp động cơ Polish Skoda Works Mercuty IV.S2 370,6 kW (497 hp) – 385,5 kW (517 hp).
P.11b
Romania đặt mua 50 chiếc, lắp động cơ Gnome-Rhône 9K Mistral hoặc I.A.R. 9K Mistral 391,5 kW (525 hp).
P.11c
Phiên bản sản xuất chính cho Lotnictwo Wojskove.
P.11f
80 chiếc, lắp động cơ I.A.R. 9K Mistral 443,7 kW (595 hp), hãng I.A.R. được cấp giấy phép chế tạo tại România.
P.11g Kobuz (Hobby)
Là mẫu tiêm kích được phát triển trong khi chờ loại tiêm kích P.Z.L. P.50 Jastrząb lắp động cơ P.Z.L. Mercury VIII 626,37 kW (840 hp), có buồng lái kín và 4 khẩu súng máy KM Wz 36 7,92 mm (0,312 in). Mẫu thử P.11c hoán đổi bay lần đầu ngày 15/8/1939, một tháng trước khi Đức xâm lược Ba Lan, dẫn đến chương trình bị hủy bỏ.

## Quốc gia sử dụng

PZL P.11c

Hungary
- Không quân Hungaria

 Bulgaria
- Không quân Bulgaria

 Latvia
- Không quân Latvia[3]

 Ba Lan
- Không quân Ba Lan

 România
- Không quân Hoàng gia Romania

 Liên Xô
- Không quân Liên Xô[3]

## Tính năng kỹ chiến thuật (PZL P.11c với động cơ Mercury VI.S2)
Polish Aircraft 1893-1939

### Đặc điểm riêng
- Tổ lái: 1
- Chiều dài: 7,55 m (24 ft 9 in)
- Sải cánh: 10,719 m (35 ft 2 in
- Chiều cao: 2,85 m (9 ft 4 in)
- Diện tích cánh: 17,9 m2 (193 sq ft)
- Trọng lượng rỗng: 1.147 kg (2.529 lb)
- Trọng lượng có tải: 1.630 kg (3.594 lb)
- Trọng lượng cất cánh tối đa: 1.800 kg (3.,968 lb)
- Động cơ: 1 × Bristol Mercury V.S2, 420 kW (560 shp) hoặc 1 × 481 kW (645 hp) Polish Skoda Works Mercury VI.S2
  - P.11a – lắp động cơ Polish Skoda Works Mercury IV.S2 370,6 kW (497 hp) – 385,5 kW (517 hp)
  - P.11b – lắp động cơ Gnome-Rhône 9K Mistral hoặc I.A.R. 9K Mistral 391,5 kW (525 hp)
  - P.11f – lắp động cơ I.A.R. 9K Mistral 443,7 kW (595 hp)
  - P.11g – lắp động cơ P.Z.L. Mercury VIII 626,37 kW (840 hp)

### Hiệu suất bay
- Vận tốc cực đại: 390 km/h (242 mph; 211 kn)
- Tầm bay: 700 km (435 mi; 378 nmi)
- Trần bay: 8.000 m (26.247 ft)
- Vận tốc lên cao: 5.000 m (16.404 ft) trong 6 phút
- Lực nâng của cánh: 91,1 kg/m² (18,7 lb/sq ft)
- Lực đẩy/trọng lượng: 0,279 kW/kg (0,166 hp/lb)

### Vũ khí
- P.11a,b,c - 2 khẩu súng máy KM Wz 33 hoặc KM Wz 37 7,92 mm (0.312 in), 500 viên mỗi khẩu.[2]
- P.11c – tùy chọn bổ sung 2 khẩu súng máy KM Wz 33 7,92 mm (0.312 in), 300 viên mỗi khẩu.[2]
- P.11f - 4 khẩu súng máy FN Browning 7,92 mm (0.312 in).[2][
- P.11g - 4 khẩu súng máy KM Wz 36 7,92 mm (0.312 in).[2]